# Фришлин, Филипп-Никодим

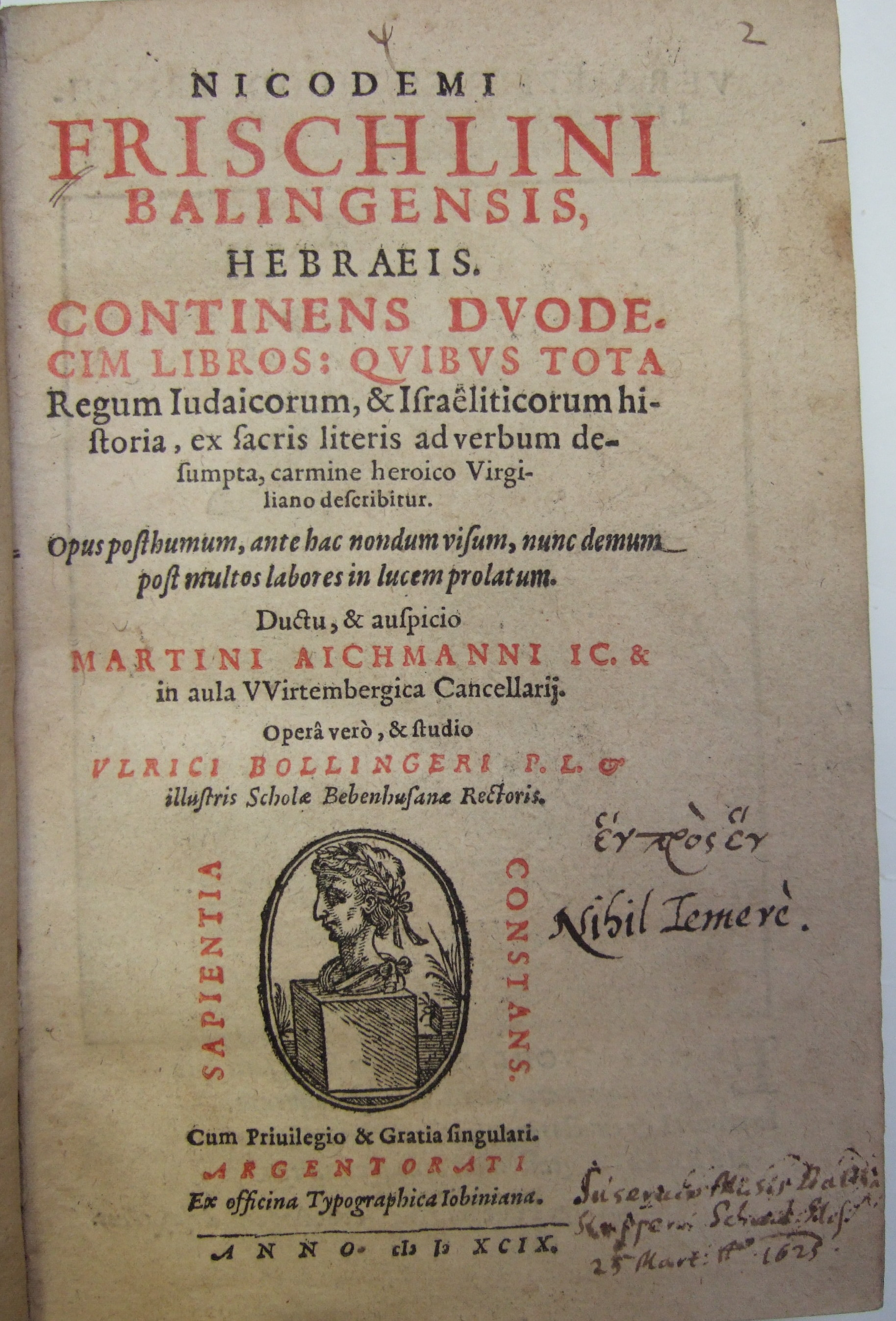
Книга Фришлина из старого собрания Wilhelmitanum протестантской медиатеки в Страсбурге

Филипп-Никодим Фришлин (нем. Philipp Nicodemus Frischlin; 22 сентября 1547, Эрцинген, ныне часть Балингена — 29 ноября 1590, Бад-Урах) — немецкий филолог-гуманист, новолатинский драматург и поэт-лирик, педагог, профессор поэтики и истории в университете Тюбингена.

## Биография

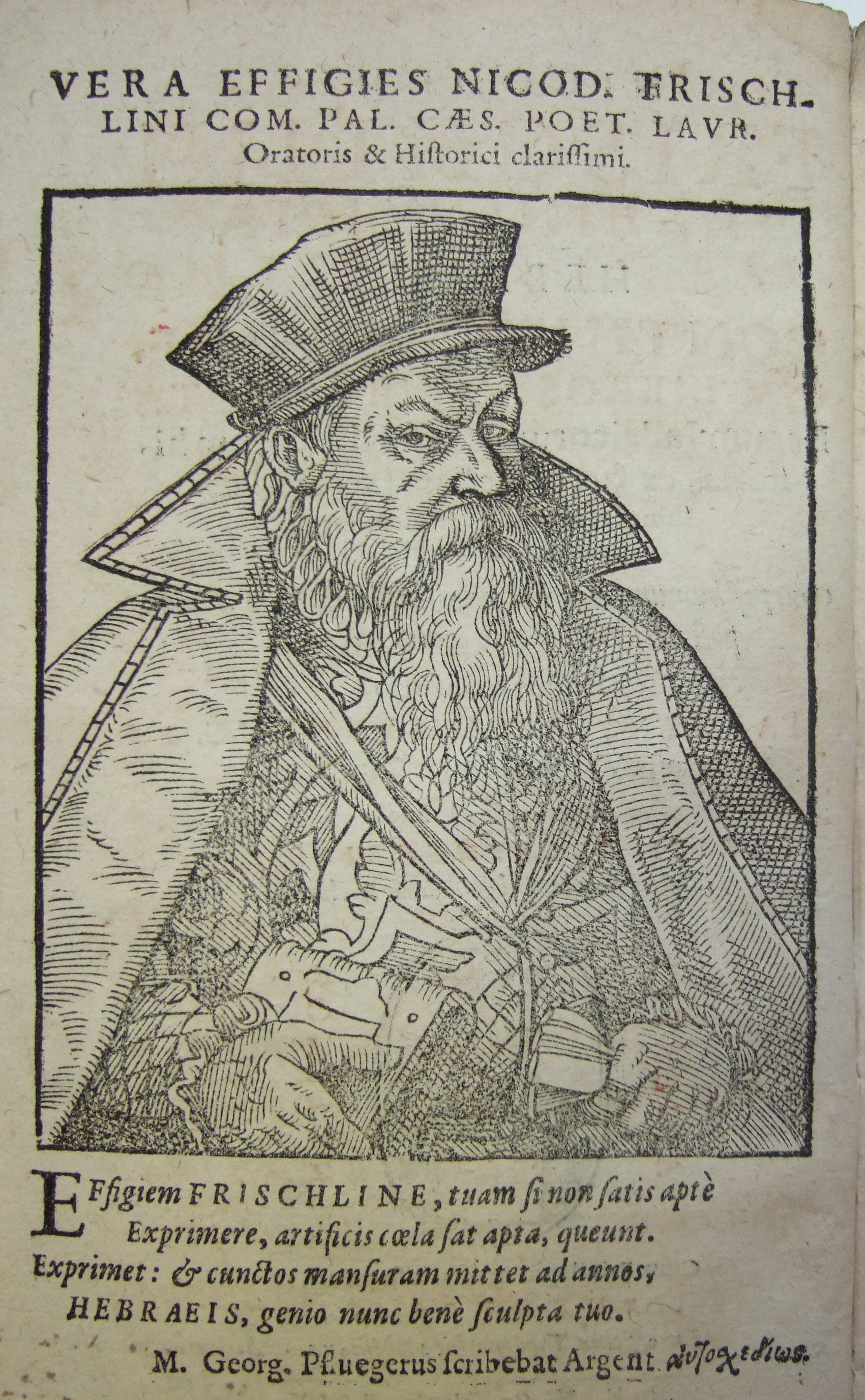

Родом из Вюртемберга. Сын пастора. Рос в Швабии, где учился во многих евангелических школах, был стипендиатом Тюбингенской богословской семинарии. С 1563 года в университете Тюбингена изучал филологию, поэзию и теологию. В 1568 году стал профессором поэтики и истории.

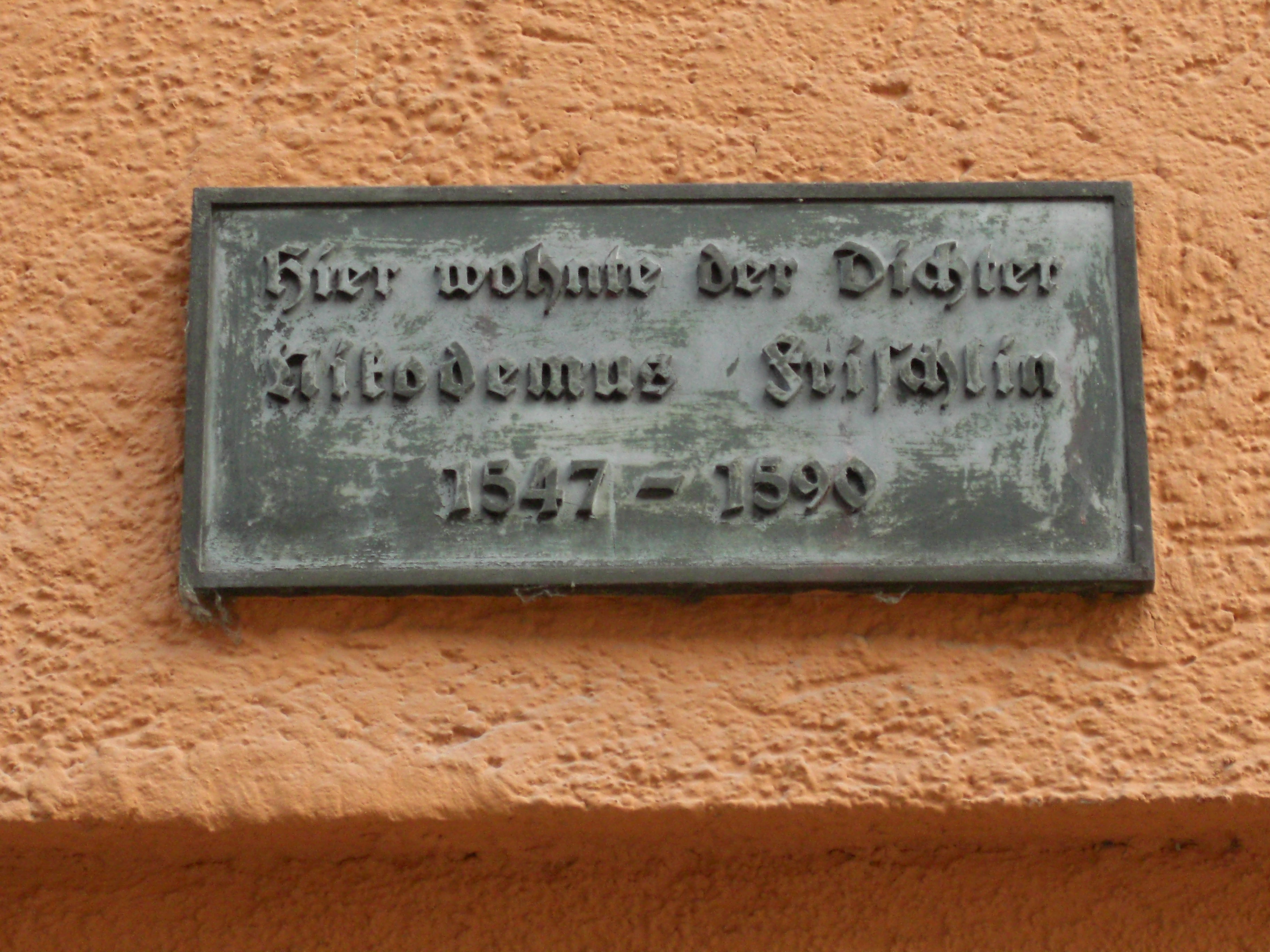
Мемориальная доска Фришлину на его бывшем доме в Тюбингене

Богато одарённый, видный оратор, остроумный, но вместе с тем придирчивый и саркастический собеседник, Фришлин был крупным учёным с широкой филологической эрудицией, талантливым поэтом, автором многочисленных комедий, постановка которых при дворе герцога Людовика придавала особую оживленность придворной жизни.
Зависть профессоров университета и дворян не позволила ему остаться работать в университете; постоянные преследования заставляли его менять место деятельности.
Высокие отличия (в 1576 году он стал придворным поэтом («Poeta laureatus») императора Рудольфа II, в 1577 году — пфальцграфом («Comes palatinus»)) не спасли его от тюремного заключения. Пытаясь бежать из тюрьмы, Фришлин упал и расшибся до смерти.
Значение Фришлина, как филолога, состоит в оживлении научного изучения древних языков и в энергичном бичевании филологов-дилетантов. В разработке древних языков он является прямым продолжателем Меланхтона, неустанно пропагандируя пользование первоисточниками.
Главные труды Фришлина в этой области:
- «Quaestionum grammaticarum libri VIII» (Венеция, 1584);
- «Grammatice latina» (Тюбинген, 1585);
- «Grammaticae graecae cum latina vere congruentis pars I et II» (1589—1590);
- «Nomenclator trilinguis graeco-latino-germanicus»(1586).

В своих комедиях (главные — «Julius Caesar redivivus», «Priscianus vapulans», «Phasma») он, несмотря на сюжеты, взятые из древнего мира, является проповедником начал гуманизма, реформации и политического возрождения Германии, а также обличителем иезуитства.
В лирических произведениях Фришлин — «De natali Jesu Christi», «Hebraeis», «Operum poeticorum Nicodemi F. pars elegiaca» (посмертное издание 1601 г.) — и в немногих стихотворениях на немецком языке заметны искусственность и отсутствие непосредственного чувства. Сохранилось также сочинение Фришлина «De astronomicae artis cum doctrina coelesti et naturali philosophia congruentia» (1586) — скорее рассуждение филолога, чем научный трактат астронома-математика, в котором автор признает систему Коперника ложной гипотезой, но вместе с тем бичует суеверие астрологов и выступает защитником григорианского календаря, к которому крайне враждебно относились протестанты того времени.

## Избранные публикации
- Hymnen und Epigramme des Kallimachos, 1571
- De studiis linguarum et liberalium artium, 1575
- Rebecca, biblisches Dramat, 1576
- Oratio de vita rustica, 1578
- Priscianus vapulans, 1578
- Hildegardis Magna, Dramat, 1579
- Frau Wendelgard, niemieckojęzyczna komedia, 1579
- Dido, Tragedia, 1581
- Venus, Tragedia, 1584
- Julius Caesar redivivus, 1585
- Helvetiogermani, Dramat, 1589
- Dialogus logicus contra Ramum, 1590
- 62 Facetiae, 1600
- Operum Poeticorum
- Helvetio-Germani
- Phasma
- Hebraeis, continens duodecim libros
- Operum Poeticorum pars epica
- Operum poeticorum pars elegiaca